# Psittacanthus schultesii
Psittacanthus schultesii är en tvåhjärtbladig växtart som beskrevs av Kuijt. Psittacanthus schultesii ingår i släktet Psittacanthus och familjen Loranthaceae. Inga underarter finns listade i Catalogue of Life.